# Vlada (Vorname)
Vlada (russisch Влада) ist ein slawischer Vorname. In Serbien ist es ein männlicher, in Russland ein weiblicher Name. 

## Namensherkunft
Der Name stammt von vlad (владь), was so viel bedeutet wie „Macht“ oder „Herrschaft“, und ist damit eine Abwandlung des Namens Wladimir.

## Namensträger
- Vlada Urošević (* 1934), mazedonischer Schriftsteller
- Vlada Stošić (* 1965), serbischer Fußballspieler
- Vlada Roslyakova (* 1987), russisches Model
- Vlada Katic (* 1989), usbekisch-israelische Tennisspielerin
- Vlada Kubassova (* 1995), estnische Fußballspielerin

## Varianten
- Vladas, litauischer männlicher Vorname